# Morro da Liberdade

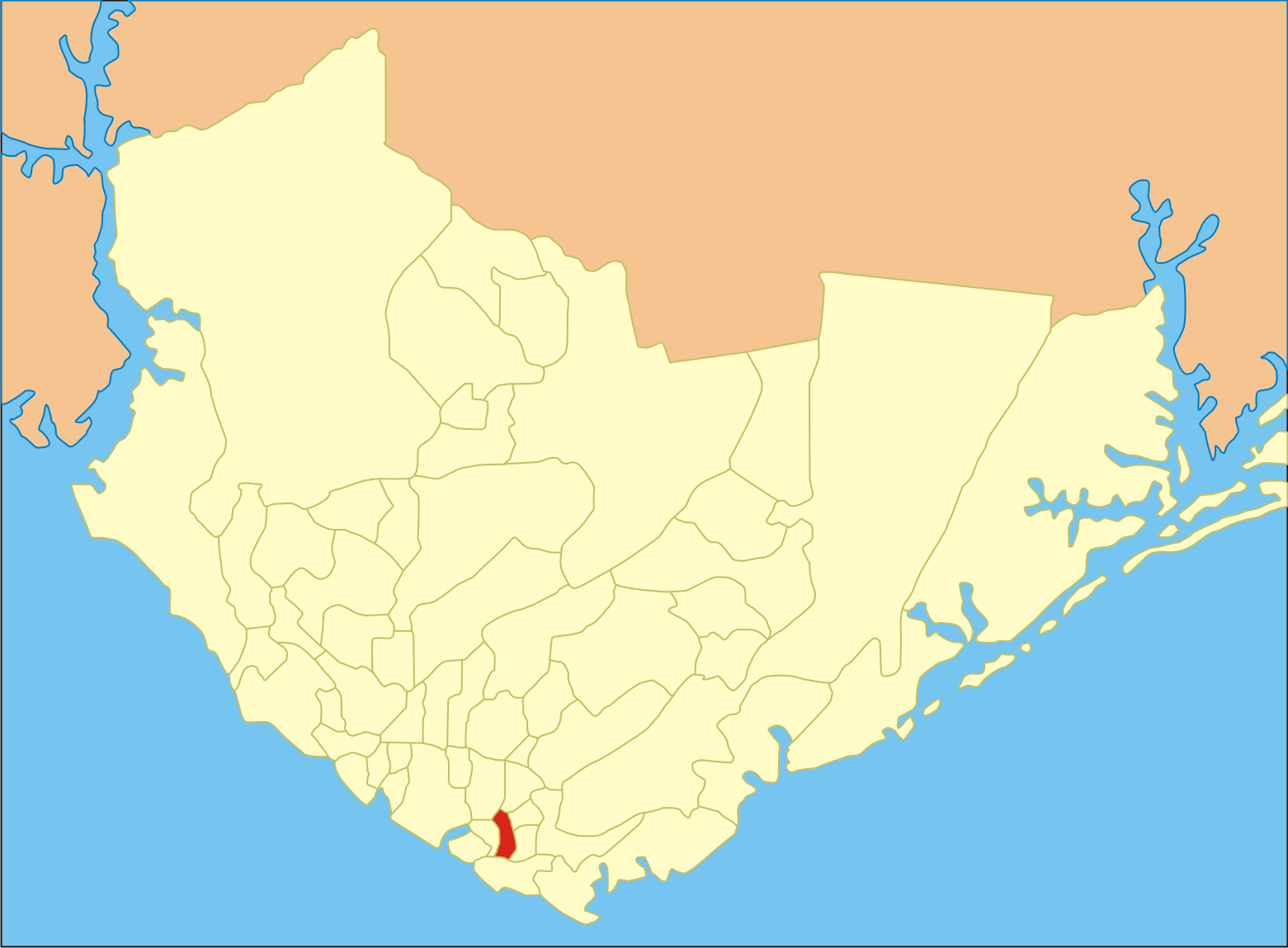
Localização do bairro Morro da liberdade em Manaus.

Morro da Liberdade é um bairro situado na Zona Sul da cidade brasileira de Manaus, Amazonas.
Sua principal avenida é a São Benedito, onde se encontra também o principal comércio do bairro.O centro da cidade fica a 7 km de distância.
Possui um bom sistema de transporte coletivo, possuindo seis linhas de ônibus que liga o Centro ao bairro, através do Terminal de Ônibus da Cachoeirinha.
É um bairro conhecido por suas manifestações populares, a exemplo do Pagode do Morro e do Bagaço da Laranja e o Bloco do Mulambão.
A população total do bairro em 2017 era de 14 078 habitantes> e a renda média de 4,95 salários mínimos.

## Dados do bairro
- População: 14.078 moradores.